# Moa Olsson
Moa Maria Olsson (Vansbro, 6 luglio 1997) è una fondista svedese; dalla stagione 2022-2023 ha assunto il cognome del coniuge e si è iscritta alla gare come Moa Ilar.

## Biografia
Attiva dal novembre del 2013, in Coppa del Mondo la Olsson ha esordito il 26 gennaio 2019 a Ulricehamn in una 10 km (44ª) e ha ottenuto il primo podio il 5 dicembre 2021 a Lillehammer in staffetta (2ª); ai XXIV Giochi olimpici invernali di Pechino 2022, sua prima presenza olimpica, si è classificata 45ª nello skiathlon e ai Mondiali di Planica 2023, sua prima presenza iridata, si è piazzata 35ª nello skiathlon. Il 19 marzo 2023 ha conquistato la prima vittoria in Coppa del Mondo nella staffetta mista di Falun; ai Mondiali di Trondheim 2025 è stata 12ª nella 10 km, 14ª nella 50 km e 17ª nello skiathlon.

## Palmarès

### Coppa del Mondo
- Miglior piazzamento in classifica generale: 15ª nel 2024
- 8 podi (3 individuali, 5 a squadre):
  - 5 vittorie (2 individuali, 3 a squadre)
  - 2 secondi posti (a squadre)
  - 1 terzo posto (individuale)

#### Coppa del Mondo - vittorie
| Data             | Località  | Nazione   | Spec.                                                           |
| ---------------- | --------- | --------- | --------------------------------------------------------------- |
| 19 marzo 2023    | Falun     | Svezia    | 4x5 km MX (con Calle Halfvarsson, Edvin Anger e Jonna Sundling) |
| 26 novembre 2023 | Kuusamo   | Finlandia | 20 km TL MS                                                     |
| 3 dicembre 2023  | Gällivare | Svezia    | 4x7,5 km (con Moa Lundgren, Emma Ribom ed Ebba Andersson)       |
| 24 gennaio 2025  | Engadina  | Svizzera  | 4x5 km (con Jens Burman, Emma Ribom ed Edvin Anger)             |
| 16 marzo 2025    | Oslo      | Norvegia  | 10 km TL                                                        |

Legenda:

MS = partenza in linea

MX = staffetta mista

TL = tecnica libera